# Нікол Лівінґстон
Нікол Лівінґстон (англ. Nicole Livingstone, 24 червня 1971) — австралійська плавчиня.
Призерка Олімпійських Ігор 1992, 1996 років, учасниця 1988 року.
Призерка Чемпіонату світу з водних видів спорту 1991 року.
Призерка Чемпіонату світу з плавання на короткій воді 1995 року.
Переможниця Пантихоокеанського чемпіонату з плавання 1987, 1995 років, призерка 1989, 1991, 1993 років.
Переможниця Ігор Співдружності 1990, 1994 років, призерка 1986 року.